# Ostrów Wielkopolski
Ostrów Wielkopolski (česky Ostrov Velkopolský, polsky dříve Ostrowo, Ostrów Kaliski) je město v Polsku ve Velkopolském vojvodství, centrum stejnojmenného okresu. V roce 2024 zde žilo 68 949 obyvatel.

## Sport
V roce 2013 se zde konala druhá část 17. mistrovství Evropy v plachtění, kde v disciplíně Club Class zvítězil český pilot Roman Mraček.

## Partnerská města
- Bergerac, Francie
- Brantford, Kanada
- Delitzsch, Německo
- Lecce, Itálie
- Nordhausen, Německo